# Болотница игольчатая
Болотница игольчатая (лат. Eleocharis acicularis) — вид травянистых растений рода Болотница (Eleocharis) семейства Осоковые (Cyperaceae).

## Описание

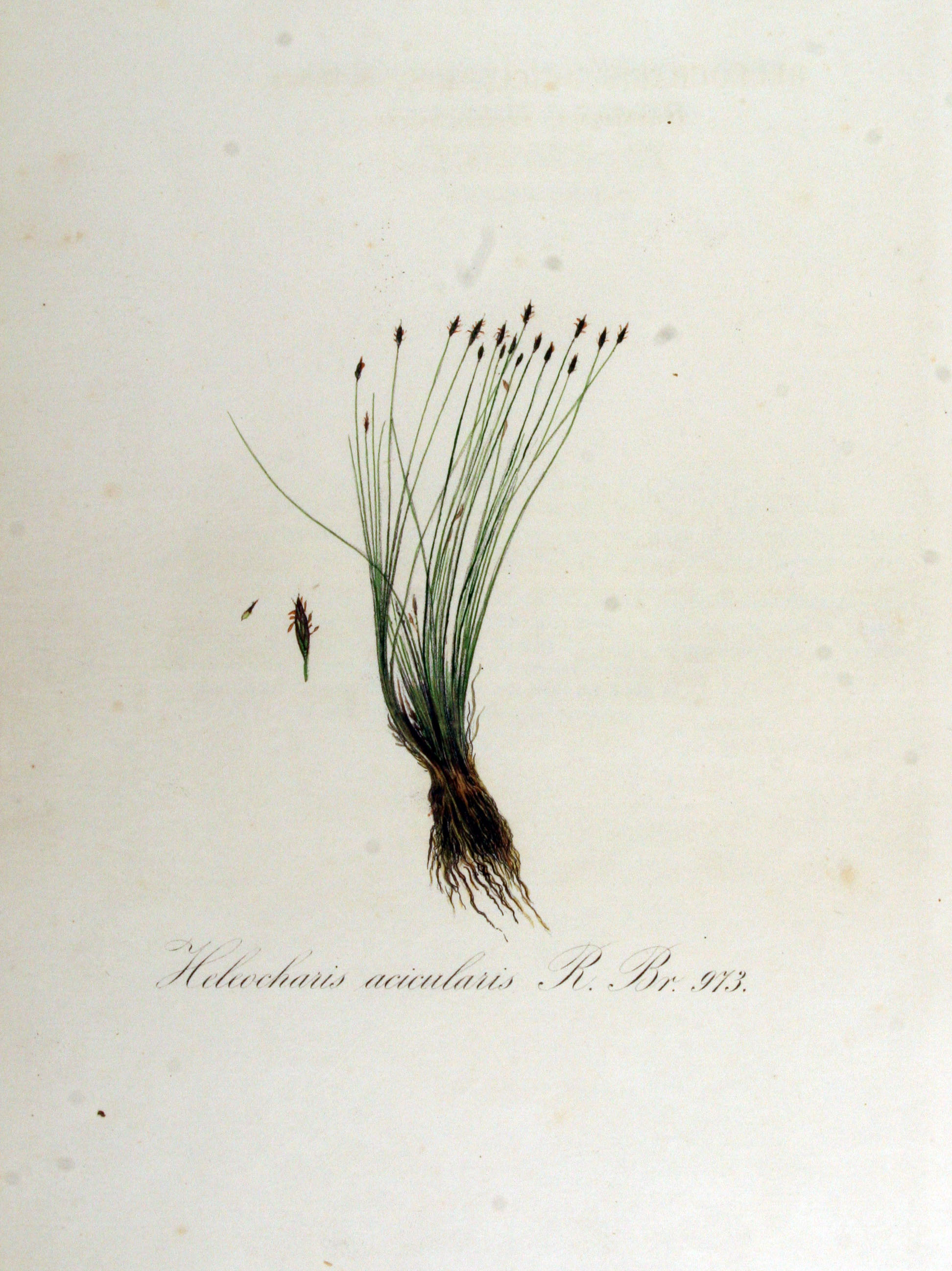

Стебли многочисленные, скученные, прямые и тонкие, бороздчатые, почти 4-гранные, 3—12 см высотой и ¼—⅓ мм толщиной, при основании с буроватыми или красноватыми влагалищами. Корневище стелющееся, нитевидное, около ⅓ мм толщиной.
Цветочный колосок продолговато-яйцевидный, 2—4 мм длиной и 1—1,5 мм шириной. Прицветные чешуйки тёмно- или светло-бурые, на спинке с зелёной полоской, яйцевидные, коротко-заострённые или туповатые, около 2 мм длиной и 1—1,5 мм шириной; самый нижний из них охватывает основание колоска. Околоцветные щетинки в числе 3—4, легко отпадающие. Рылец 3; орешки обратно-яйцевидные, туповато 3-гранные, 1 мм длиной и 0,5 мм шириной, со слабо выдающимися рёбрышками на плоскостях и с тончайшими поперечными полосками. Придаток очень короткий, во много раз короче орешка.